# Fritz Bossi
Friedrich «Fritz» Bossi (* 1896; † unbekannt) war ein Schweizer Radrennfahrer.

## Sportliche Laufbahn
Bossi war im Strassenradsport aktiv. Er war Teilnehmer der Olympischen Sommerspiele 1924 in Paris. Im olympischen Straßenrennen belegte er den 28. Platz. In der Mannschaftswertung kam das Schweizer Team mit Fritz Bossi auf den 4. Platz.